# Melipona subnitida
Melipona subnitida — вид пчёл рода Melipona, впервые описанный в 1911 году бразильским ботаником и энтомологом Адольфо Дукке.
Melipona subnitida распространена в сертане — полузасушливом районе на северо-востоке Бразилии. Мёд этой пчелы очень ценится местными жителями, а его цена составляет $15—50 за литр. Помимо питательной ценности он обладает более высокой антиоксидантной активностью, чем у многих других пчёл.
Исследования показали, что использование Melipona subnitida для опыления сладкого перца в теплицах приводит к образованию более крупных плодов с бо́льшим количеством семян, чем при самоопылении.